# Chester (wieś w hrabstwie Orange)
Chester – wieś w Stanach Zjednoczonych, w stanie Nowy Jork, w hrabstwie Orange.